# Geoparque Villuercas-Ibores-Jara
El Geoparque Villuercas-Ibores-Jara se trata de un geoparque de Extremadura (España) que comprende todo el territorio de la comarca de Las Villuercas, Los Ibores y La Jara cacereña. Se encuentra en el este de la provincia de Cáceres, y limita al este con Castilla-La Mancha. Su importancia geológica radica en el relieve apalachense que se repite en todo el sistema montañoso que lo domina, los Montes de Toledo.
Es un macizo montañoso de amplia extensión, 2544 km² de superficie, situado en el sureste de la provincia de Cáceres, entre las cuencas del Tajo y del Guadiana. Su mayor altura es el “Risco de La Villuerca” (1601 m), y desde su cima se ofrece una magnífica vista que incluye las cadenas montañosas, los valles, las rañas y Guadalupe, al sureste, con el Real Monasterio como seña de identidad.
Este conjunto orográfico ha sido declarado Geoparque el 17 de septiembre de 2011 y forma parte de las Redes Europea y Global de Geoparques auspiciadas por la UNESCO. Desde noviembre de 2015 tiene además la consideración de GEOPARQUE MUNDIAL DE LA UNESCO. Puedes ver más información aquí.

## Geoparque
El término se utiliza para definir un territorio y un límite bien definido, cuya existencia se basa en un patrimonio geológico excepcional y una estrategia que promueve el bienestar de la población manteniendo el respeto por el medio ambiente.  En consecuencia, el Geoparque incluye una serie de sitios significativos de interés geológico, por sus características únicas o raras o que tienen una relevancia científica, cultural, económica (turística), paisajística o estética que denominamos Geositios.  Del mismo modo, su ecología, historia o valor cultural, junto con sus infraestructuras temáticas o comparables pueden interconectarse en una red, por senderos o rutas.
Por su naturaleza, el concepto de Geoparque se basa en varios objetivos:
- Conservación y preservación de geositios[3] de especial importancia, explorando y desarrollando métodos de geo conservación, con el fin de proteger el patrimonio geológico para las generaciones futuras;
- Educación ambiental para promover la conciencia pública del importante patrimonio geológico y su contribución al medio ambiente circundante; y apoyar la investigación y difusión científicas, así como fomentar el diálogo entre geo científicos y comunidades locales;
- Estimular la actividad económica y el desarrollo sostenible, a través de la promoción de la naturaleza y el turismo rural (Geoturismo) para el desarrollo socioeconómico de las poblaciones locales; y desarrollar un aprecio por el patrimonio natural y cultural, hacia la revitalización de actividades y productos tradicionales de excelencia y calidad.

## Vegetación y fauna
La vegetación está  condicionada por las variaciones geomorfológicas. El Geoparque se constituye como un área de transición entre comunidades de carácter mediterráneo y comunidades de tipo atlántico, matizada por la orografía y la disposición transversal de las sierras a las influencias húmedas del Atlántico provenientes del oeste peninsular. Sin embargo, en el Geoparque los paisajes vegetales más interesantes están condicionados por la fuerte erosión ocurrida debido a la deforestación por la acción humana en tiempos pasados en forma de roturación para cultivos, fuente para leña y carboneo, propiciando la regresión de bosques de especies autóctonas y siendo reemplazadas por matorrales.
- Formaciones Boscosas:  En el Geoparque existen bosques climáticos, en estricta consonancia con las condiciones macro climáticas y bosques edafoclimáticos que se desarrollan sobre suelos con hidromorfía más o menos permanente a causa de su proximidad a los cursos de agua. Al primer tipo 29 pertenecen los castañares, encinares, alcornocales, melojares y quejigares, bosques a menudo de carácter mixto y en estado de mayor o menos degradación y al segundo diversos tipos de bosques riparios (alisedas, fresnedas, etc.).
- Encinares y alcornocales: Los encinares que aparecen en el territorio, se asientan fundamentalmente sobre suelos ácidos (encinares acidófilos). La encina se acompaña a menudo de piruétano (Pyrus bourgeana) y bajo el estrato arbóreo aparecen elementos de carácter arbustivo entre los que destacan diversas cistáceas, leguminosas, labiadas y otros elementos comunes siendo buena parte de ellos de carácter serial. Los alcornocales aparecen bien desarrollados en la base de las serranías ácidas y en aquellas zonas del piso basal silíceo donde las especiales condiciones edáficas o micro climáticas propician la existencia del grado de humedad necesario para que se desarrolle el alcornoque. En el primer caso, se trata de alcornocales puros y en el segundo de formaciones mixtas. Los alcornocales se pueden encontrar en las faldas de las sierras de Guadalupe y Villuercas situados generalmente entre los 400 y 600m de altitud y condiciones con áreas que las características topográficas son incompatibles con un desarrollo mecanizado de la agricultura, lo que ha propiciado un estado aceptable de conservación. En estas situaciones acompañan al alcornoque elementos arbustivos de gran porte que propician el desarrollo de un bosque denso con gran interés cinegético, donde son comunes la jara pringosa (Cistus ladanifer), el madroño (Arbutus unedo), el durillo (Viburnum tinus), el labiérnago (Phyllirea angustifolia) y diversas ericáceas y cistáceas.
-Fauna: El Geoparque posee recursos cinegéticos muy importantes, principalmente debido a la baja antropización del territorio y a una abundante masa arbórea y arbustiva. El turismo cinegético es un atractivo recurso para participar de la estrategia de desarrollo de la comarca . En la actualidad existen tres principales cotos de caza públicos (gestionados por la Juntad de Extremadura) en Villuercas-Ibores-Jara.

## Indicadores de Medio Ambiente

### Contaminación del aire
El índice que refleja la calidad del aire de los cinco contaminantes O3 (ozono troposférico), NO2 (dióxido de nitrógeno), CO (monóxido de carbono), SO2 (dióxido de azufre) y PM10 (partículas de diámetro aerodinámico inferior a 10 micras) en el Geoparque de Villuercas-Ibores-Jara ha sido obtenida a partir de 3 estaciones de seguimiento pertenecientes a la red REPICA, distribuidas al oeste de la comarca. En una clasificación de 4 categorías, muy buena, buena, admisible y mala. Los indicadores muestran que la calidad del aire en estas estaciones arroja un valor de calidad muy bueno.

### Contaminación lumínica
La intensidad lumínica en el Geoparque de Villuercas-Ibores-Jara procede de los núcleos habitados, pueblos y otros lugares con iluminación persistente. Está considerado como un área libre de contaminación lumínica en casi toda su extensión y sólo son una excepción los núcleos más poblados, como son Guadalupe, Cañamero y en menor medida, Logrosán. El ruido de fondo tiene asignado un valor de 0 a 6 (Fuente: Procedente de estables de luz nocturna captadas en banda VNIR del sensor OLS-DMSP-NOAA 1.8.3).

### Tasa de reciclable
En Extremadura, la cantidad de residuos separados en origen por los sistemas de recogida selectiva del municipio, respecto a la generación total se sitúan en torno al 9,9%, mientras que en el Geoparque este valor es del 4,9%, con bastante uniformidad en cuanto a las diferencias en el reciclaje entre los municipios del Geoparque. (Fuente: Encuesta de Infraestructuras y Equipamientos Locales (EIEL). Año 2011 ©Secretaría de Estado de Política Territorial y Función Pública)

### Consumo de agua
El consumo medio de agua en el Geoparque asciende a 229 m³/hab., ligeramente superior a la media para Extremadura, situada entre 100-200 m³/hab. Sin embargo, esa distribución homogénea entre los municipios, es rota por los municipios de Aldeacentenera, Alía, Cabañas del Castillo y Berzocana, que registran valores ligeramente bajos (de entre 100 y 200 m³). (Fuente: Encuesta de Infraestructuras y Equipamientos Locales (EIEL). 2011 ©Secretaría de Estado de Política Territorial y Función Pública).

### Análisis energético
En Extremadura, el consumo medio per cápita de sus municipios es muy homogéneo, con un valor de 4,2 MWh/hab/año. En el Geoparque el consumo está muy próximo a la media regional, con 4,1 MWh/hab/año a pesar de tratarse de municipios todos ellos de carácter rural, con escasa actividad económica y con población poco numerosa.

## Municipios
La comarca está compuesta por 19 municipios y 8 pedanías, que son (por orden alfabético):
- Aldeacentenera
- Alía
  - Guadisa
  - La Calera
  - Pantano de Cíjara
  - Puerto Rey
- Berzocana
- Cabañas del Castillo
  - Retamosa de Cabañas
  - Roturas de Cabañas
  - Solana de Cabañas
- Campillo de Deleitosa
- Cañamero
- Carrascalejo
- Castañar de Ibor
- Deleitosa
- Fresnedoso de Ibor
- Garvín de la Jara
- Guadalupe
- Logrosán
- Navalvillar de Ibor
- Navezuelas
- Peraleda de San Román
- Robledollano
- Valdelacasa de Tajo
- Villar del Pedroso
  - Navatrasierra

## Demografía
Esta zona posee una fuerte despoblación, que comenzó a principios de los años 60 y que sigue hoy en día. Las principales causas son la lejanía de núcleos urbanos importantes, la escasez de industrias que impidan que la población en edad de trabajar se quede y la topografía abrupta que presenta. Actualmente la población se encuentra muy envejecida, superando el 25% en todos los municipios, con una natalidad muy reducida inferior a 1%.
| Municipio             | Población 1950 | Población 2017 | Variación | Superficie | Densidad | Pob. Joven | Pob. Adulta | Pob. Anciana | Fecundidad | Ratio H/M |
| --------------------- | -------------- | -------------- | --------- | ---------- | -------- | ---------- | ----------- | ------------ | ---------- | --------- |
| Aldeacentenera        | 2.528          | 609            | -75,91%   | 110,56     | 5,51     | 7,55%      | 60,26%      | 32,18%       | 1,06       | 1,017     |
| Alía                  | 5.465          | 865            | -84,17%   | 599,51     | 1,44     | 6,36%      | 57,80%      | 35,84%       | 0,97       | 0,975     |
| Berzocana             | 1.907          | 451            | -76,4%    | 133,59     | 3,38     | 6,00%      | 59,65%      | 34,37%       | 0,97       | 1,137     |
| Cabañas del Castillo  | 1.724          | 447            | -74,07%   | 105,27     | 4,25     | 6,04%      | 53,91%      | 40,04%       | 0,97       | 1,159     |
| Campillo de Deleitosa | 614            | 68             | -88,93%   | 25,60      | 2,66     | 0,0%       | 38,24%      | 61,76%       | 0,00       | 0,700     |
| Cañamero              | 3.214          | 1.664          | -48,23%   | 151,45     | 10,99    | 10,40%     | 63,64%      | 25,96%       | 1,27       | 1,085     |
| Carrascalejo          | 1.469          | 239            | -83,73%   | 48,48      | 4,93     | 1,67%      | 44,35%      | 53,97%       | 0,49       | 0,992     |
| Castañar de Ibor      | 2.183          | 1.082          | -50,44%   | 149,00     | 7,26     | 7,30%      | 60,91%      | 31,79%       | 1,00       | 1,073     |
| Deleitosa             | 2.685          | 748            | -72,14%   | 144,00     | 5,19     | 7,35%      | 56,82%      | 35,83%       | 0,92       | 0,989     |
| Fresnedoso de Ibor    | 1.144          | 272            | -76,22%   | 54,66      | 4,98     | 6,62%      | 53,68%      | 39,71%       | 1,08       | 1,109     |
| Garvín de la Jara     | 459            | 98             | -78,65%   | 38,27      | 2,56     | 10,20%     | 66,33%      | 23,47%       | 1,49       | 1,227     |
| Guadalupe             | 3.962          | 1.960          | -50,53%   | 68,18      | 28,75    | 10,77%     | 59,03%      | 30,20%       | 1,33       | 0,978     |
| Logrosán              | 6.581          | 2.025          | -69,23%   | 365,31     | 5,54     | 11,11%     | 60,64%      | 28,25%       | 1,41       | 1,019     |
| Navalvillar de Ibor   | 813            | 431            | -46,99%   | 54,54      | 7,90     | 8,12%      | 56,84%      | 35,03%       | 1,05       | 1,000     |
| Navezuelas            | 1.416          | 661            | -53,32%   | 59,99      | 11,02    | 10,59%     | 60,82%      | 28,59%       | 1,35       | 1,079     |
| Peraleda de San Román | 1.612          | 292            | -81,9%    | 61,90      | 4,72     | 7,53%      | 48,97%      | 43,49%       | 1,90       | 1,071     |
| Robledollano          | 798            | 326            | -59,15%   | 61,74      | 5,28     | 5,82%      | 55,83%      | 38,34%       | 0,96       | 1,248     |
| Valdelacasa de Tajo   | 2.520          | 387            | -84,64%   | 72,90      | 5,31     | 4,90%      | 47,55%      | 47,55%       | 1,01       | 1,059     |
| Villar del Pedroso    | 2.527          | 629            | -75,11%   | 242,00     | 2,60     | 5,56%      | 54,85%      | 39,59%       | 0,93       | 1,069     |
| TOTAL                 | 43.621         | 13.254         | -69,62%   | 2.546,95   | 5,20     | 8,53%      | 58,47%      | 33,01%       | 1,19       | 1,044     |

## Turismo
El Geoparque no sólo en lo que se refiere a su patrimonio geológico y ecológico, sino también en todo aquello que esté relacionado con su historia, plasmada por todo su territorio en casas, castillos, monumentos y todo tipo de manifestaciones de tipo arqueológico que desde los principios de la humanidad vienen dejando en estas tierras los seres humanos. Este patrimonio, que en algunos casos y por razones varias se encuentra en museos fuera de nuestra comarca, cuenta con muestras de gran valor como los torques de oro encontrados en Berzocana, que hoy se hallan en el Museo Arqueológico Nacional o la estela funeraria de Solana de Cabañas, por no hablar de otros recursos que aún se mantienen intactos en esta zona de la región extremeña, tales como pinturas rupestres esquemáticas o especies de flora que encuentran aquí su hábitat idóneo.
Además, se dispone de monumentos con importantes figuras de reconocimiento nacional y mundial. El más destacado es sin duda el de Patrimonio de la Humanidad por la UNESCO, concedido en el año 1993 al Real Monasterio de Santa María de Guadalupe. En su interior destaca la Sacristía del Monasterio, en la que pueden ser visitadas las pinturas más conocidas de Zurbarán. Camarín de la Virgen, una sala de estilo barroco que data de finales del siglo XVII donde está la Virgen acompañada de las imágenes de las Siete Mujeres Fuertes de Guadalupe. Otros son el de Conjunto Histórico Monumental a las calles de su puebla y villa, el de Monumento Histórico - Artístico Nacional como la Iglesia de San Juan Bautista en Berzocana, también Monumentos Naturales como la Cueva de Castañar de Ibor, entre otros muchos. Mención especial por su notable importancia merece el reconocimiento de Geoparque Villuercas Ibores Jara desde el 17 de septiembre de 2011, momento en el cual la comarca 83 pasa a formar parte la selecta y exclusiva lista de espacios que componen la Red Europea y Red Global de Geoparques.

## Comunicaciones
Los principales ejes de comunicación para poder llegar al Geoparque Villuercas-Ibores-Jara son los siguientes:

### De oeste a este
- EX-102: Miajadas-La Nava de Ricomalillo (Toledo).

### De norte a sur
- EX-118: Navalmoral de la Mata-Guadalupe.
- EX-116: N-430 cruce con EX-102 (Puerto Llano).
- La autovía A-5 conecta la comarca por el norte a través de las salidas de Deleitosa y Navalmoral de la Mata.
- Desde Cáceres se puede llegar por la EX-102 a través de Trujillo.

## Otros enlaces
1. https://redex.org/turismo/comarca/Villuercas%20Ibores%20Jara
2. https://en.unesco.org/global-geoparks
3. https://redex.org/turismo/ficheros/archivos/2017_01/miniguia-comarca-villuercas-ibores-jara.pdf
4. https://redex.org/turismo/ficheros/archivos/2017_01/mapa-turistico-comarca-villuercas-ibores-jara.pdf
5. http://observatorio.dip-caceres.es/Observatorio2/documentosPDF/Estudios%20recientes/16-EDL%20APRODERVI%20FINAL.pdf
6. http://xtr.gobex.es/repica/index.html
7. https://www.inaturalist.org/projects/fauna-y-flora-del-geoparque-villuercas-ibores-jara

- Datos: Q6439032